# Tacciana Korż
Tacciana Alaksandrauna Korż (biał. Таццяна Аляксандраўна Корж; ur. 17 marca 1993) – białoruska lekkoatletka specjalizująca się w rzucie oszczepem.
Ósma zawodniczka młodzieżowych mistrzostw Europy z Tallinna (2015).
Uczestniczka igrzysk olimpijskich w Rio de Janeiro (2016), w których nie zdołała awansować do finału konkursu oszczepniczek, zajmując w eliminacjach 26. miejsce.
Medalistka mistrzostw Białorusi oraz reprezentantka kraju w zimowym pucharze Europy w rzutach.
Rekord życiowy: 62,10 (1 czerwca 2016, Mińsk).

## Osiągnięcia
| Rok  | Impreza                        | Miejsce        | Pozycja           | Wynik |
| ---- | ------------------------------ | -------------- | ----------------- | ----- |
| 2014 | Zimowy puchar Europy w rzutach | Leiria         | 16. miejsce       | 47,75 |
| 2015 | Młodzieżowe mistrzostwa Europy | Tallinn        | 8. miejsce        | 52,54 |
| 2016 | Igrzyska olimpijskie           | Rio de Janeiro | el. – 26. miejsce | 56,16 |